# Charlot all'hotel
Charlot all'hotel (Mabel's Strange Predicament ma noto anche col titolo Hotel Mixup) è un cortometraggio muto del 1914 diretto e interpretato da Mabel Normand. È il terzo film interpretato da Charlie Chaplin, e il primo in ordine di produzione in cui l'attore veste i panni di Charlot. Il film fu prodotto dalla Keystone Pictures Studio e distribuito negli Stati Uniti dalla Mutual Film il 9 febbraio 1914, mentre in Italia fu trasmesso su Rai 1 il 17 maggio 1969 nel programma Oggi le comiche.

## Trama
Nella hall di un albergo, l'ubriaco Charlot sottopone alle sue attenzioni la giovane ed elegante Mabel, che però lo evita ed esce brevemente dall'albergo con il suo cane. Fuori conosce un ragazzo, e i due si innamorano. Tornata dentro, Mabel viene nuovamente infastidita da Charlot (che tira la coda al suo cane) e sale nella sua camera. Lì si mette a giocare con il cane, ma una donna che soggiorna col marito nella stanza di fronte, infastidita dal rumore, va a lamentarsi dal direttore. Mabel esce dalla sua camera in pigiama e rimane chiusa fuori, quindi viene raggiunta da Charlot. Per sfuggire alle avances del vagabondo, Mabel entra nella stanza di fronte alla sua (dove c'è ancora l'ignaro marito della donna) e si nasconde sotto al letto. Poco dopo il suo spasimante arriva con un mazzo di fiori per lei, e non trovandola in camera aspetta il suo ritorno nella stanza di un suo amico, il quale è proprio l'uomo sotto il cui letto è andata a nascondersi Mabel. La ragazza viene presto scoperta, e ne nasce una gran confusione vivacizzata dal ritorno di Charlot e della moglie dell'uomo. Mentre i due coniugi litigano, Mabel e il suo spasimante riescono fortunatamente a chiarirsi e, cacciato via Charlot, si baciano.

## Produzione
Fu girato la settimana precedente a Charlot ingombrante, ma essendo un corto di un rullo fu completato e distribuito dopo e rappresenta la prima occasione in cui Chaplin interpretò Charlot. Il produttore Mack Sennett incaricò Chaplin di inventarsi una gag tramite una truccatura comica qualsiasi.
(Charlie Chaplin)
Sennett e la sua compagnia reagirono favorevolmente al personaggio e Chaplin creò per la sua prima scena nella hall una gran quantità di gag, tanto che Sennett lasciò che essa si protraesse per 75 piedi di pellicola (circa un minuto), diversamente da come faceva di solito. Il film fu completato il 20 gennaio 1914.

## Distribuzione
- 9 febbraio 1914 negli Stati Uniti
- 17 settembre 1915 in Spagna (Aventuras extraordinarias de Mabel)
- 5 dicembre 1916 in Brasile (Carlitos no hotel)
- 9 aprile 1917 in Danimarca (Chaplin paa hotel)
- 1919 in Svezia (Chaplin på hotelläventyr)